# Верх-Озернинська сільська рада
Верх-Озе́рнинська сільська рада (рос. Верх-Озёрнинский сельский совет) — сільське поселення у складі Бистроістоцького району Алтайського краю Росії.
Адміністративний центр — село Верх-Озерне.

## Населення
Населення — 428 осіб (2019; 500 в 2010, 756 у 2002).